# Gödöllői Református Líceum Gimnáziuma és Kollégiuma
A Gödöllői Református Líceum (teljes neve: Gödöllői Református Líceum Gimnázium) hatosztályos református gimnázium Gödöllőn kötelező hitoktatással (református, evangélikus, katolikus).
Az iskola 1992-ben indult, a rendszerváltás után a gyülekezet, a város, a szülők, és a tanárok  összefogásának eredményeképpen. Az iskola épülete 1948-ig, az államosításig református elemi iskolának adott helyet. A diákok a gödöllői és a környékbeli református, evangélikus, baptista és katolikus gyülekezetekből kerülnek ki.

## Az épület
A gödöllői Református Elemi Népiskoláról 1708-tól vannak adatok. A 19. század második felében a megnövekedett tanulólétszámmal és az 1868. évi 38. tanügyi törvény előírta követelményekkel nem tudott lépést tartani. Az 1870-es években 180–190 növendéket mindössze egy tanító oktatott egy 2 tantermes, osztatlan iskolában, 8 havi szorgalmi időben. Az 1900-as évekre pedig az állapota sem volt már megfelelő. 1923-ban a tanítók közül az első világháborúban hadifogságot is megjárt Deák Károlyt választották igazgatónak, aki szorgalmazta egy új iskola építését. Nagy segítségére volt ebben ifj. dr. Szabó Aladár lelkész is.
1927-ben kezdődött el egy új, 5 tantermes református elemi iskola fölépítése. A minisztérium – ahonnan az adakozásból származó összegeken felül államsegélyt és kölcsönt kaptak az építkezéshez – a Szabadság téri református templom mögötti területet nyilvánította alkalmasnak az új épületek számára. A régi, Szőlő utcai iskolaépületbe és rektorlakásba a lelkészi hivatalt, az ifjúsági egyesületet, a cserkészotthont telepítették és kialakítottak benne egy nagytermet közösségi célokra.
1928-ban dr. Ravasz László püspök avatta fel az új iskolát és a hozzá épített Gábor Áron utcai rektorlakást. 1933-ban 326 tanulót oktatott az iskola tantestülete.
A második világháború végén a katonaság (német és magyar katonák) foglalta el a református iskola épületét. 1945. január 4-én indult meg a rendes tanítás. 1949–1950-ben államosították az iskolát.
Az épületre az iskola címerét és feliratát F. Orosz Sára DLA keramikusművész készítette 2011-ben.

## Az iskola rövid bemutatása

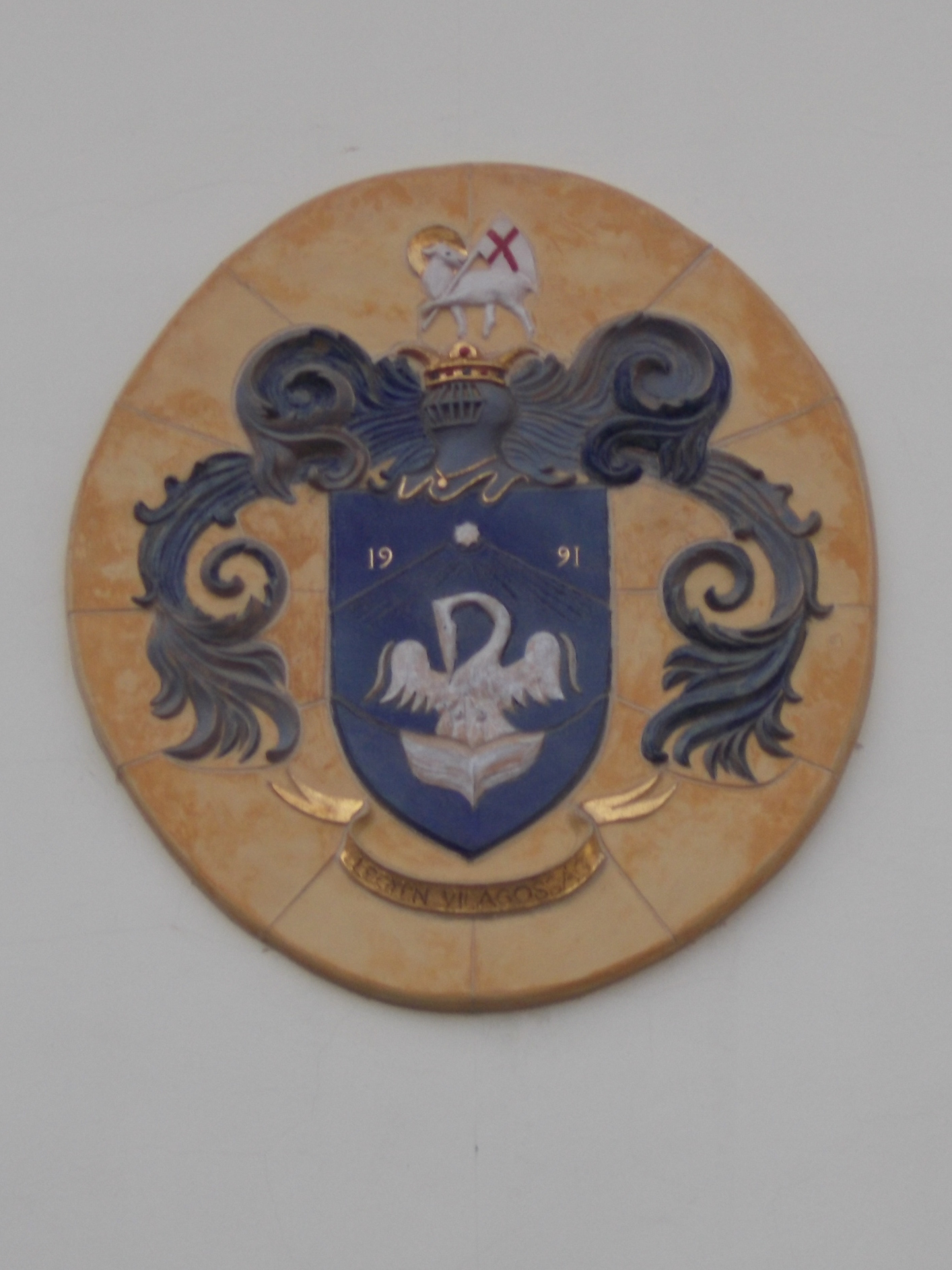
A Református Líceum címere

A hatosztályos középiskola alapítója a Gödöllői Református Egyházközség volt a rendszerváltás után. Az oktatás 1992-ben indult. Az intézmény azóta új tan-, előadó- és számítástechnikai géptermekkel, könyvtárral, tornacsarnokkal és kollégiummal is gyarapodott.
Az iskola diákjai elsősorban Gödöllő és környékének református gyülekezeteiből kerülnek ki, de evangélikus, baptista és katolikus tanulók is felvételt nyernek. A nevelési program kötelező részét képezik a reggeli áhítatok, a hittanórák és a szomszédos gyülekezetekben végzett szolgálatok is.
A diákszínjátszó csoport és az énekkar eljutott már Erdélybe, a Felvidékre, Olaszországba, illetve Németországba is.
Az iskolában 2015-ig minden évben 2 osztály indult, összesen 70 diákkal. A 2015/2016-os tanévben megindult a négy osztályos képzés is egy osztállyal.[forrás?]

## Testvériskolák
- Kolozsvári Református Kollégium
- Péterfalvi Református Líceum